# Johnny Leverón
Johnny Hárold Leverón Uclés (ur. 7 lutego 1990 w Yoro) – piłkarz honduraski grający na pozycji środkowego obrońcy.

## Kariera klubowa
Johnny Leverón jest wychowankiem klubu CD Promesas. Od 2009 jest zawodnikiem Motagui Tegucigalpa. Z Motaguą dwukrotnie zdobył mistrzostwo Hondurasu Clausura 2011. W I lidze zadebiutował 19 kwietnia 2009 w przegranym 3-6 meczu z Marathónem San Pedro Sula. W 2013 roku przeszedł do Vancouver Whitecaps FC. W 2015 najpierw grał w Marathónie, a następnie trafił do Correcaminos UAT.

## Kariera reprezentacyjna
W reprezentacji Hondurasu Leverón zadebiutował 21 kwietnia 2010 w przegranym 0-1 towarzyskim meczu z reprezentacją Wenezueli. W 2011 został powołany na Złoty Puchar CONCACAF.